# Matrimoni de conveniència (pel·lícula)
Matrimoni de conveniència és una pel·lícula de Peter Weir, estrenada el 1990. Aquesta pel·lícula ha estat doblada al català.

## Argument
El ciutadà francès Georges Faure (Gérard Depardieu) desitja instal·lar-se als Estats Units, ja que li han ofert una feina i vol començar una nova vida. Necessita una targeta verda, document que permet a un estranger viure i treballar al país. La forma més ràpida d'aconseguir-la és casar-se amb una ciutadana americana. Anton (un amic seu) el posarà llavors en contacte amb Brontë Parish (Andie MacDowell), que s'ha de casar si vol conservar el seu pis. Organitzaran doncs un matrimoni de conveniència però el servei d'immigració té alguns dubtes sobre aquest matrimoni i engegarà una enquesta.

## Repartiment
- Gérard Depardieu: Georges Fauré
- Andie MacDowell: Brontë
- Bebe Neuwirth: Lauren
- Gregg Edelman: Phil
- Robert Prosky: l'advocat de Brontë
- Danny Dennis: Oscar
- Ronald Guttman: Anton

## Premis i nominacions

### Premis
- Globus d'Or al millor actor musical o còmic per Gérard Depardieu

### Nominacions
- Oscar al millor guió original per Peter Weir